# Consell de Cent

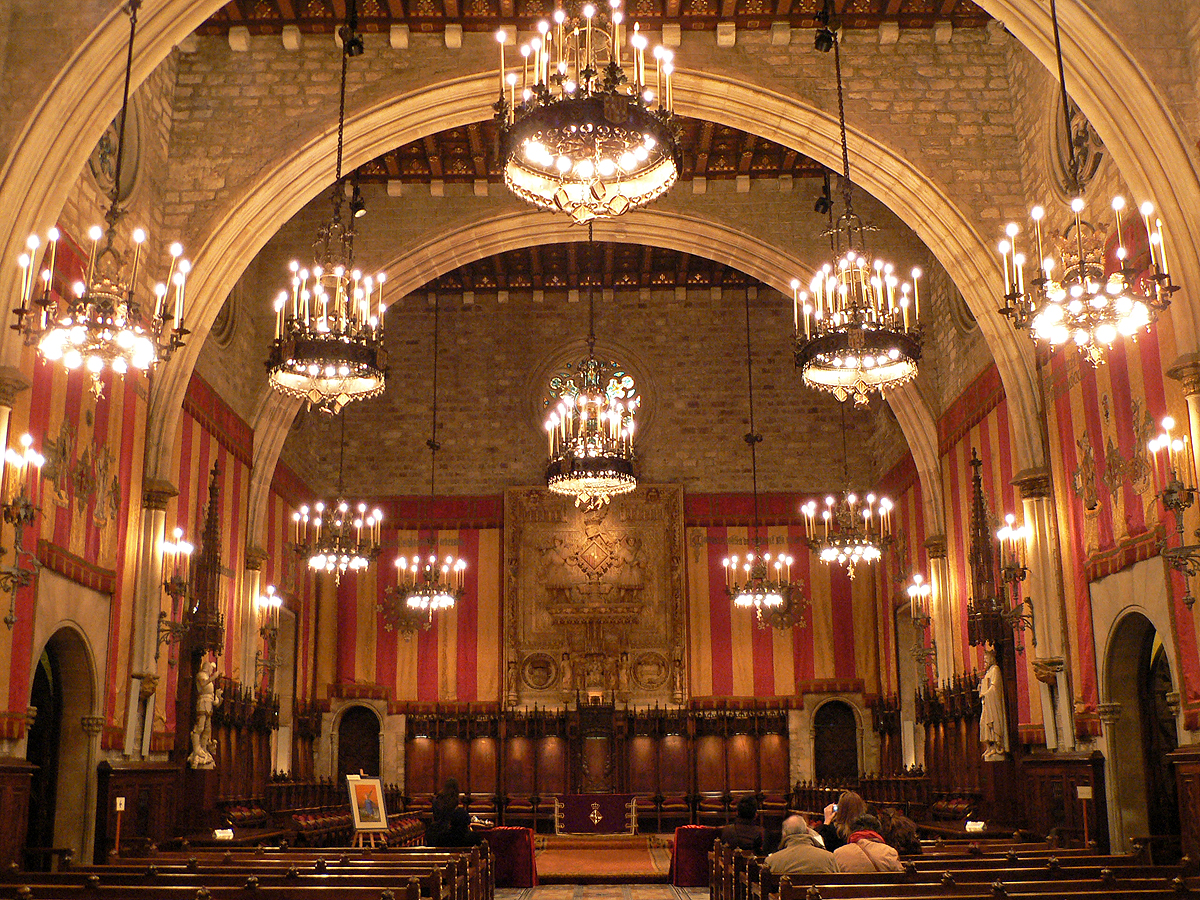
Panorama-Ansicht des Saló de Cent

Der Consell de Cent (katalanische Aussprache: [kunˈsɛʎ də ˈsen], deutsch: ‚Rat der Hundert‘) war ein demokratisches Regierungsgremium in Barcelona. Es wurde im 13. Jahrhundert gegründet und hatte bis zum 18. Jahrhundert Bestand.
Der Name der Einrichtung leitet sich von der Anzahl seiner Mitglieder ab: einhundert. Im Jahr 1249 schuf Jakob I. die grundlegende Struktur der Stadtregierung von Barcelona: ein Rat von vier Mitgliedern, der durch acht Ratgeber und eine Versammlung von probimines (Führern) unterstützt wurde, die alle Mitglieder des mà major (katalanisch für ‚höhere Führung‘) oder der durch Kaufleute gebildeten Oberschicht angehörten. Nach einigen Änderungen erhielt die Gemeindeorganisation im Jahr 1265 ihre dauerhaftere Struktur: Die Stadtverwaltung wurde von drei Ratgebern gestellt, die wiederum durch einen Rat von einhundert Personen gewählt wurden.
Der Consell de Cent wurde von Philipp V. von Spanien mit den Decretos de Nueva Planta nach seiner Besetzung Barcelonas in 1714 als Folge der Stadtbelagerung abgeschafft. Seitdem wurde die neue Regierung der Stadt direkt durch die Monarchie bestimmt und kontrolliert.